# Rathaus Bottrop

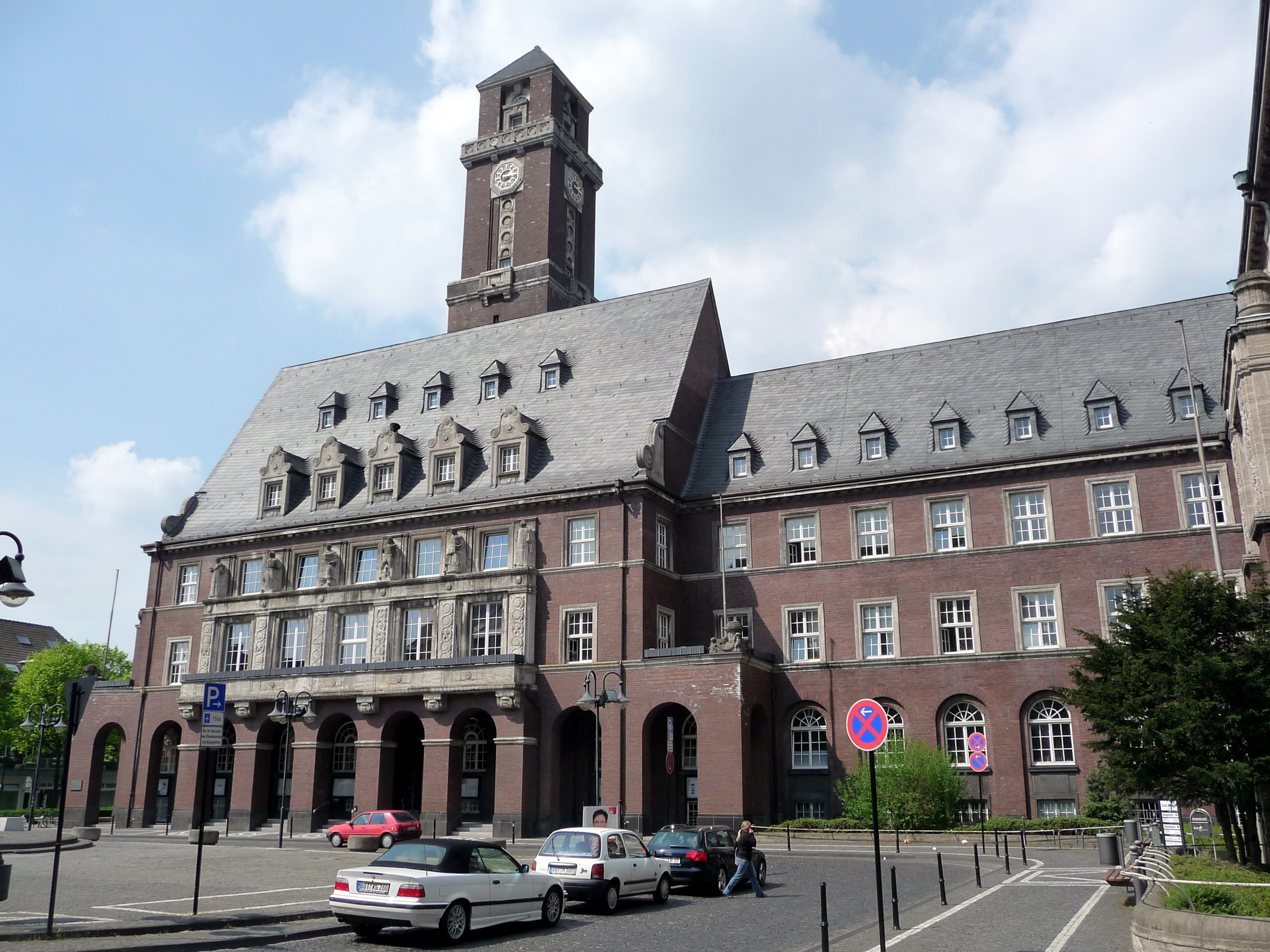
Rathaus Bottrop (2010)

Das Bottroper Rathaus ist seit 1912 Sitz von Rat und Verwaltung der Stadt. Mit dem Rathausbau setzte Bottrop ein deutliches Signal in Richtung Stadtwerdung.
Das historische Rathaus wurde zwischen 1877 und 1916 in zwei Bauphasen errichtet.
1877–1878 erfolgte der Bau des „Amtshauses“ an der nördlichen Hauptausfallstraße, der Kirchhellener Straße.
Im Zuge des Wachstums des Gemeinwesens und somit auch der Verwaltung musste 1902 erstmals erweitert werden.
In den Jahren von 1913 bis 1916 wurde dann das ursprüngliche Amtshaus nach den Plänen des Essener Architekten Ludwig Becker im Stil der Neorenaissance erweitert, einschließlich eines ca. 51 Meter hohen, dreistufigen Uhrturms.

## Beschreibung
Bei der mehrflügeligen, drei- bzw. viergeschossigen Anlage mit Keller-, Erd-, 1. und 2. Obergeschoss handelt es sich um einen Winkelbau.
Das Dachgeschoss mit ungedämmtem Pfettendachstuhl ist nicht ausgebaut. Die Außenwände sind massiv gemauert und mit dunkelrotem Klinker verkleidet.
Das charakteristische Element des zum Ernst-Wilczok-Platz hin orientierten Hauptgebäudes ist ein leicht vorgezogener Arkadengang, über dem sich eine doppelte Galerie mit jeweils fünf Fenstern befindet, hinter dessen stark gegliederter Fassade der Ratssaal liegt.

## Ausstattung

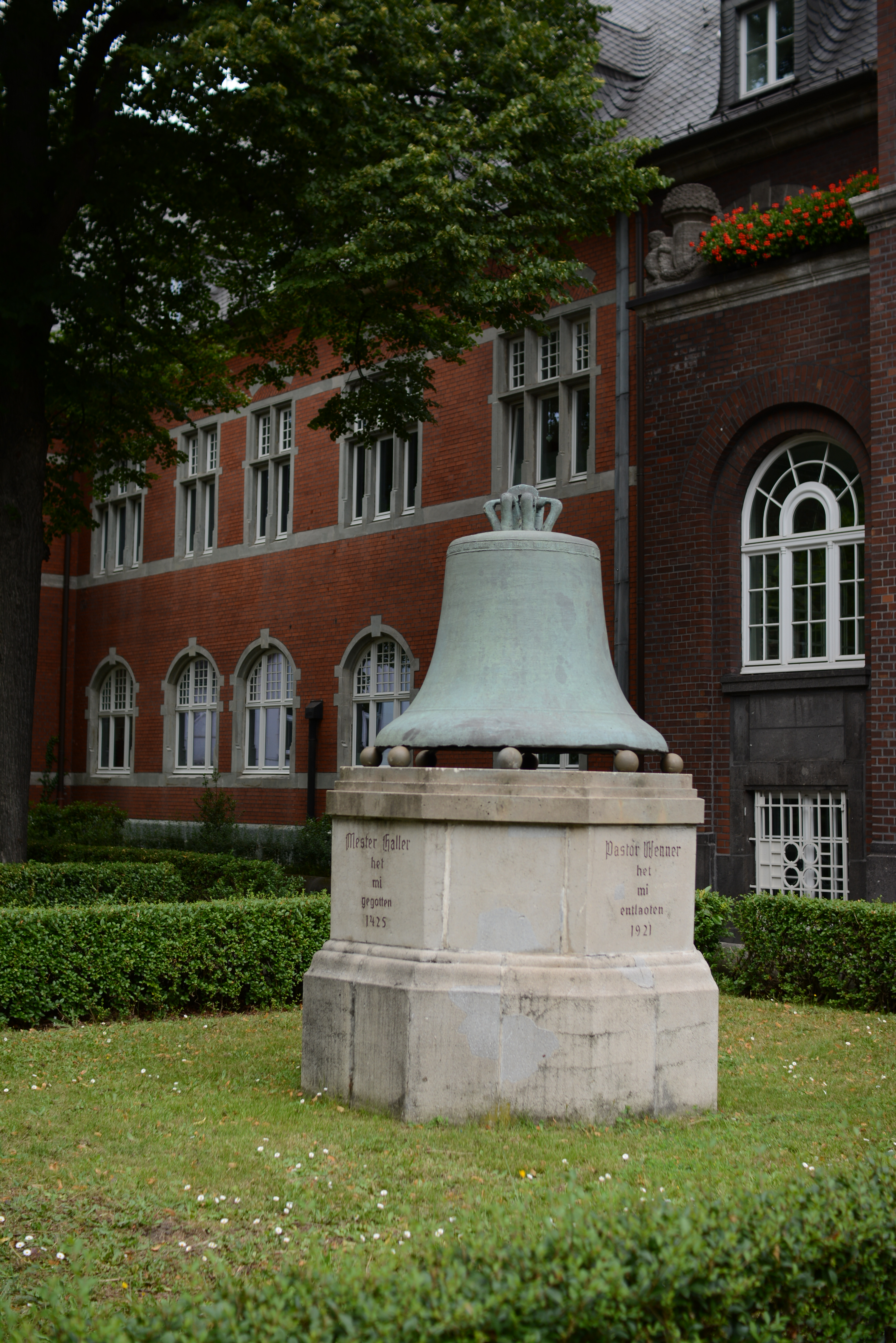
Die 1921 neben dem Rathaus aufgestellte Meister-Haller-Glocke

Im Foyer befindet sich eine Kassettendecke mit Rosetten in den Kassettenfeldern und rechts hinter dem Haupteingang eine Figur der Heiligen Barbara aus dem 17. Jahrhundert, die als Schutzpatronin der Bergleute für die ehemalige Bergbaustadt Bottrop eine besondere Bedeutung hat.
Buntglasfenster schmücken das Haupttreppenhaus im repräsentativen Ratstrakt. Im Treppenaufgang kommen zentral Fortuna als Glücks- und Schicksalsgöttin in den Blick,  dann Hermes, den Beschützer von Handel und Verkehr umgeben von Symbolen den Bienenkorb für Fleiß und Gemeinschaft und der Eintracht.
1921 wurde die im Jahre 1425 von Meister Claes Haller gegossene Bronzeglocke von St. Cyriakus abgenommen und vor dem Rathaus aufgestellt, wo sie heute noch steht. 1929 vollendete Josse Goossens vier Wandgemälde für den Großen Sitzungssaal mit lokalhistorischen Szenen (z. B. Luise Hensels Besuche im Haus Knippenburg oder die Welheimer Reise).
Nach der Modernisierung wurde das Rathaus für die Öffentlichkeit besser nutzbar gemacht.